# مازن دعنا
مازن دعنا ( 1962 - 17 آب 2003 ) صحافي فلسطيني كان يعمل مصور لرويترز. أمضى عشر سنوات بتغطية الصراع الإسرائيلي الفلسطيني في مدينة الخليل في الضفة الغربية، وحصل على جائزة حرية الصحافة الدولية لعام 2001 من لجنة حماية الصحفيين . قتل عندما اطلاق النار عليه من قبل جنود أمريكيين في بغداد في 17 اب 2003.